# Kloster Arnulfsau
Das Kloster Arnulfsau war ein 748/749 gestiftetes Benediktinerkloster am Oberrhein, das 826 nach Schwarzach verlegt wurde.

## Geschichte
Das Kloster wurde von Graf Ruthard († vor 31. August 790), der am Bodensee, im Breisgau, in der Ortenau und im Elsass Besitz hatte, auf einer „Arnulfsau“ genannten damaligen Insel im Rhein zwischen Drusenheim und Stollhofen gestiftet. (Der genaue Standort ist nicht bekannt, die Koordinaten sind daher nur ungefähr angegeben.) Keimzelle des Klosters war die Vereinigung mehrerer Einsiedler auf der Insel, und bereits 714 wird von einem dortigen Abt berichtet. Die eigentliche Klostergründung fand dann erst durch Ruthard statt, unterstützt durch den heiligen Pirminius und Bischof Heddo von Straßburg. Der kinderlose Ruthard vermachte den größten Teil seines elsässischen Besitzes dem Kloster Arnulfsau, seine Güter in der Ortenau dem Kloster Gengenbach. Seinen Besitz im Breisgau verkaufte er an die Abtei Sankt Denis bei Paris.

## Verlegung nach Schwarzach
Das Kloster wurde nach einem Bauernaufstand im Jahre 825 vermutlich bereits 826 auf das orographisch rechte, östliche Rheinufer verlegt, wo sich dann im Laufe der Zeit der zuvor noch nicht bestehende Ort Schwarzach entwickelte.
Zur weiteren Geschichte siehe Kloster Schwarzach.